# Eero Berg
Eero Berg   (Kangasala, 17 de febrer de 1898 - Karijoki, 17 de juliol de 1969) va ser un atleta finlandès, especialista en curses de llarga distància, que va competir durant la dècada de 1920. El 1924 va prendre part en els Jocs Olímpics de París, on va disputar tres proves del programa d'atletisme. Va guanyar la medalla de bronze en els 10.000 metres, rere Ville Ritola i Edvin Wide. En aquests mateixos Jocs disputà la competició de camp a través. En la prova individual abandonà, però amb tot, són diverses les fonts que li atorguen la medalla d'or en la prova per equips.

## Millors marques
- 10.000 metres. 31' 38.5" (1925)[1][3]